# Der Kampf der Tertia
Der Kampf der Tertia è un film del 1952 diretto da Erik Ode, basato sull'omonimo romanzo scritto nel 1928 da Wilhelm Speyer già portato sul grande schermo da Max Mack nel 1929 con un film dallo stesso titolo.
Nel 1953 venne presentato in concorso alla 3ª edizione del Festival di Berlino.

## Trama
Gli alunni di una scuola superiore tedesca vivono su un'isola del Baltico, fieri della loro indipendenza dalle convenzioni di Boestrum, la vicina città tedesca sulla terraferma. Quando scoprono che il malvagio pellicciaio Biersack ha convinto il consiglio locale a far uccidere tutti i gatti della città per farsi consegnare le pelli scuoiate, i ragazzi scendono sul piede di guerra.

## Distribuzione
Nella Germania Ovest, il film fu distribuito nei cinema a partire dal 21 novembre 1952.